# Pozzaglia Sabina
Pozzaglia Sabina település Olaszországban, Lazio régióban, Rieti megyében. Lakosainak száma 301 fő (2023. január 1.). Pozzaglia Sabina Castel di Tora, Collegiove, Orvinio, Poggio Moiano, Scandriglia, Vivaro Romano, Ascrea, Colle di Tora, Paganico Sabino és Turania községekkel határos.

## Népesség
A település lakossága az elmúlt években az alábbi módon változott:
| Lakosok száma | 339  | 331  | 301  |
|               | 2017 | 2018 | 2023 |